# Peter Revson

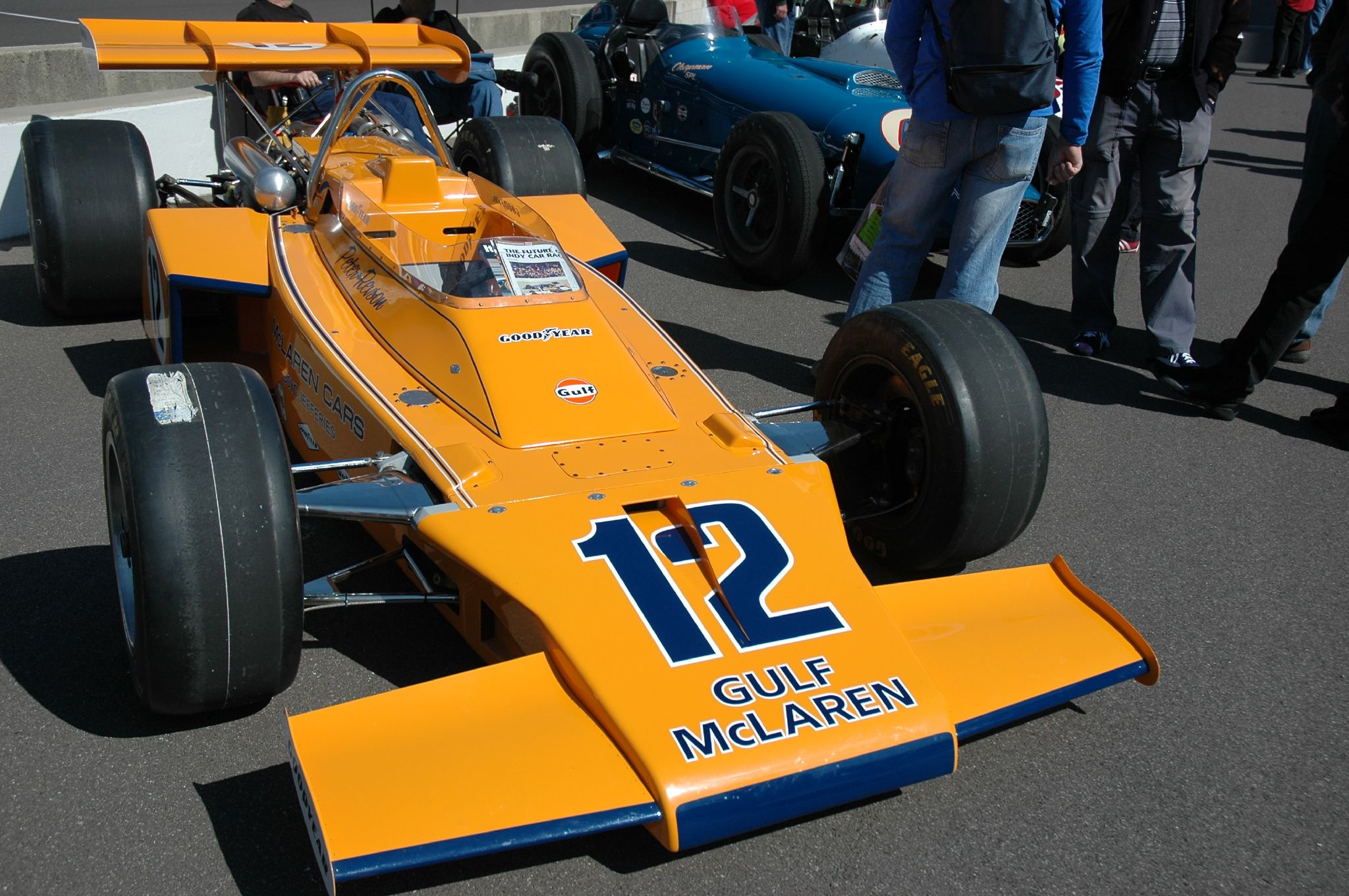
McLaren, którym Revson startował w Indianapolis 500

Peter Jeffrey Revson (ur. 27 lutego 1939 w Nowym Jorku, zm. tragicznie 22 marca 1974 roku podczas testów na torze Kyalami w Republice Południowej Afryki) – był amerykańskim kierowcą wyścigowym.

## Życiorys
Pochodził z zamożnej rodziny założycieli znanej firmy branży kosmetycznej Revlon. Ojciec Revsona w 1958 roku wycofał swoje udziały w firmie, więc młody Peter nigdy nie podążył jego śladem.
Kariera sportowa Revsona (początkowo traktowana jako swego rodzaju kaprys bogacza) rozpoczęła się w 1961 roku w zespole Formuły Junior kierowanym przez Teddy’ego Mayera. Po dwóch latach Revson przeniósł się do Europy; w 1964 roku brał udział w sześciu wyścigach Formuły 1, jednak bez większych sukcesów. W 1966 roku zdecydował się na powrót do Stanów Zjednoczonych, gdzie występował głównie w serii Can-Am oraz mistrzostwach USAC. W 1971 roku został mistrzem Can-Am.
W 1972 roku powrócił do Europy; podpisał kontrakt z zespołem McLarena, kierowanym przez dawnego protektora, Teddy’ego Mayera. W pierwszym sezonie startów zajął piąte miejsce w punktacji generalnej; podobnie było w roku następnym, gdzie odniósł dwa zwycięstwa (GP Wielkiej Brytanii, GP Kanady).
Rozrywkowy styl życia Revsona nigdy nie był dobrze widziany przez Mayera; w efekcie ich drogi rozeszły się po 1973 roku (po części także wskutek zmiany sponsora zespołu). Revson podpisał kontrakt z zespołem Shadowa, w barwach którego zaliczył jedynie dwa wyścigi. Podczas testów na torze Kyalami wskutek awarii zawieszenia samochód prowadzony przez Revsona uderzył w betonową ścianę. Kierowca zginął na miejscu.
Brat Revsona, Douglas, również zginął za kierownicą samochodu wyścigowego (w 1967 roku na torze Rokskilde w Danii). Obaj bracia są pochowani w Hartsdale, w stanie Nowy Jork.

## Starty w Indianapolis 500
| Rok  | Nadwozie | Silnik      | Start | Wynik | Uwagi             |
| ---- | -------- | ----------- | ----- | ----- | ----------------- |
| 1969 | Brabham  | Repco       | 33    | 5     |                   |
| 1970 | McLaren  | Offenhauser | 16    | 22    | Rozrusznik sinika |
| 1971 | McLaren  | Offenhauser | 1     | 2     |                   |
| 1972 | McLaren  | Offenhauser | 2     | 31    | Skrzynia biegów   |
| 1973 | McLaren  | Offenhauser | 10    | 31    | Wypadek           |